# 七子八珍
七子八珍（ななこはっちん）は青森県の魚介類（七子、八珍、堂々九品、隠れ十品）の総称。社団法人青森観光コンベンション協会の登録商標である。
「七子」（魚卵七品）
コノコ、タコノコ、ホタテノコ、スジコ、マシラコ、ブリコ、タラコ
「八珍」（珍味八品）
クリガニ、ガサエビ（シャコ）、ナマコ、ウニ、フジツボ、シラウオ、サメ、ホヤ
「堂々九品」（県の特産九品）
メバル、アブラメ、イカ、ホタテ、ヒラメ、サケ、タラ、サバ、イワシ
「隠れ十品」（地元のお薦め十品）
イシナギ（オウヨ）、ミズダコ、ソイ、カレイ、ブリ、タイ、アンコウ、マグロ、キンキン、サクラマス